# Hombres y la ciudad
Hombres y la ciudad (árabe: رجال ومدينة Rijāl wal-Madīnah) es una novela histórica de 320 páginas escrita por el antiguo dictador iraquí Sadam Huseín que fue publicada en el año 2002. La obra es en gran parte de carácter autobiográfico y describe cómo el abuelo de Sadam Huseín luchó contra los turcos durante el Imperio Otomano. También se centra en el ascenso del Partido Baaz Árabe Socialista en Irak y varios de los familiares de Sadam, incluido su tío. Fue el tercer trabajo que publicó Sadam. El héroe de la novela es un personaje llamado Saleh, pero se cree ampliamente que la novela es una autobiografía del mismo Sadam bajo un nombre ficticio.

## Detalles
Sadam Huseín, el antiguo gobernante de Irak, publicó cuatro libros en total. Todas sus obras fueron publicadas bajo el seudónimo 'el autor', probablemente con fines ideológicos y propagandísticos. El libro tuvo una buena difusión pues el gobierno iraquí incluyó los libros sobre el plan de estudios nacional para las escuelas iraquíes y, después de la guerra, los libros de Sadam disfrutaron de un renacimiento, con copias oficiales y copias pirateadas de su último libro agotándose.
Aunque hay algunas sugerencias de que el texto fue escrito por escritores fantasma, una revisión de Hombres y la ciudad por Sa'adoon Al-Zubaydi, traductor presidencial de Sadam Huseín, confirma que Saddam era de hecho el autor:
A menudo el texto es ilegible. Necesita ser reescrito, aclarado. No es cierto, sin embargo, que los textos fueron escritos por su secretario, como se ha insinuado. He visto todos los manuscritos originales. Fueron escritos con la típica letra ordenada de Sadam, con pocas supresiones y muchas repeticiones. Cuando él se topaba con una nueva palabra, especialmente una complicada, quedaba fascinado con ella y la usaba una y otra vez, casi siempre de manera inapropiada.
Antes de la Invasión de Irak de 2003, Hombres y la ciudad junto con dos de las otras novelas de Sadam, Zabiba y el rey y Fortaleza amurallada, se incluyeron en el plan de estudios de las escuelas iraquíes. El nombre de Sadam nunca apareció en ninguna de las portadas, con "Una novela escrita por su autor" siendo la única identificación de autoría en el libro. La novela fue como los esfuerzos literarios previos de Saddam alabadas por críticos y autores literarios iraquíes después de su publicación.
De acuerdo a Hassan M. Fattah colaborador de The New York Times la intención del libro era pintar una buena imagen pública para Sadan Husein y fortalecer las "credenciales nacionalistas del Sr. Hussein al describir cómo supuestamente su abuelo luchó contra los turcos durante el Imperio Otomano."